# Jägarvila
Jägarvila eller jägarsits (på engelska Static Wall Sit eller Samson's Chair),  är en övning som görs för att stärka lårmusklerna. Övningen kännetecknas av de två räta vinklarna som bildas av kroppen, en vid höfterna och en vid knäna. Den som sitter på väggen placerar ryggen mot en vägg med fötterna axelbrett isär och en bit ut från väggen. Sedan håller de ryggen mot väggen och sänker höfterna tills knäna bildar räta vinklar. Detta är ett mycket intensivt träningspass för quadricepsmusklerna och det kan vara mycket smärtsamt att hålla denna position under längre perioder. Jägarvilan används som en primär förstärkningsövning i många sporter som kräver starka quadriceps som fäktning, ishockey, segling (främst småbåtsracing), skidåkning och friidrott. Denna övning används också som en disciplinär aktivitet inom försvarsmakten. Det tar lite plats och kan enkelt administreras i klassrum till soldater under utbildning.

## Metod
Deltagaren ska luta sig mot väggen med fötterna planterade stadigt på marken, axelbrett isär. Deras fötter bör också vara cirka två fotslängd bort från väggen (även om det optimala avståndet kommer att vara något beroende på deltagarens höjd).
Väl i en sådan position ska deltagaren sakta glida nerför väggen med ryggen pressad mot den tills benen är böjda i rät vinkel. Denna vinkel är mycket avgörande eftersom om låren inte är parallella med marken kommer quadriceps att bära mindre belastning och övningens effektivitet kommer att minska.
Deltagarens knän ska också vara direkt ovanför anklarna och ryggen ska vidröra väggen hela tiden.
Beroende på deltagarens styrka bör de hålla positionen i 20 sekunder till en minut (eller längre för mer avancerade idrottare). Om du utför flera repetitioner av övningen (tre är ofta ett rekommenderat antal), bör deltagaren vila en halv minut emellan för att tillåta sina muskler att återhämta sig.
När deltagarna blir starkare kan de öka sin hålltid med små steg som 10 sekunder. Även om en brännande känsla i quadricepsmusklerna är normal, bör deltagaren omedelbart avbryta aktiviteten om deltagaren känner en liten smärta i knäet eller knäskålen.
Deltagaren kan hålla i en medicinboll eller hantel medan de sitter för att öka intensiteten.

### Fördelar
Väggsittande bygger främst isometrisk styrka och uthållighet i sätesmuskler, vader, quadriceps, hamstrings och adduktormuskler.

## Rekord för jägarvila
Världsrekordet i vuxenklassen innehas av Thienna Ho, Vietnam, med en tid på 11 timmar 51 minuter och 14 sekunder (2008). Europeiskt rekord innehas av Paddy Doyle, Storbritannien, 4 timmar och 40 minuter (1990). Nordiskt rekord innehas av Kalle Anjevall, Sverige, med en tid på 4 timmar och 12 minuter och 30 sekunder.[källa behövs] Enligt Sveriges Radio P4 Jämtland såg det ut som att Kalle Anjevall från Östersund satte svenskt rekord 2021 med 4 timmar och 12 minuter.